# Joaquin Luna
Joaquin N. Luna (Manilla, 11 december 1864 - 7 november 1936) was een Filipijns revolutionair en politicus. Hij was een broer van violist Manuel Luna, schilder Juan Luna en generaal Antonio Luna.

## Biografie
Joaquin Luna werd geboren op 11 december 1864 in Tondo, Manilla. Hij was een van de zeven kinderen van Joaquin Luna de San Pedro en Laureana Novicio y Ancheta, beiden van Ilocano afkomst. Net als zijn broer Antonio participeerde hij in de Filipijnse Revolutie. Hij was kolonel in de revolutionaire troepen. Op het Malolos Congres vertegenwoordigde Luna de provincie La Union en was hij penningmeester van Asociacion de Paz, die ervoor pleitte om zich over te geven aan de Amerikanen in ruil voor vrede.
In 1901 richtte hij samen met anderen de Democratic Party op. In 1904 was hij Filipijns gedelegeerde op de Louisiana Purchase Exposition in Saint Louis in de Amerikaanse staat Missouri. In datzelfde jaar werd hij gekozen tot gouverneur van de provincie La Union. Van 1907 tot 1915 diende hij twee termijnen als afgevaardigde in het Filipijns Assemblee namens het 1e kiesdistrict van La Union. In deze periode was hij initiatiefnemer voor een wet die de muziekschool oprichtte, wat later het Conservatory of Music van de University of the Philippines werd. In 1916 werd hij benoemd tot gouverneur van de (oude) Mountain Province. Deze provincie omvatte de subprovincies Benguet, Amburayan, Lepanto, Bontoc, Ifugao, Kalinga en Apayao. In datzelfde jaar werd in de Verenigde Staten de Jones Law aangenomen door het Amerikaans Congres. Naar aanleiding hiervan werd de Philippine Commission vervangen door de Senaat van de Filipijnen. Joaquin Luna was een van de twee senatoren die door gouverneur-generaal Francis Burton Harrison werden benoemd als senator van het twaalfde kiesdistrict. Na zijn driejarige termijn in de Senaat was Luna van 1920 tot 1921 opnieuw een jaar gouverneur van Mountain Province.
Luna overleed in 1936 op 71-jarige leeftijd.